# Ненім'яки
Ненім'яки (рос. Ненимяки) — присілок у Всеволожському районі Ленінградської області Російської Федерації.
Населення становить 1170 осіб. Належить до муніципального утворення Куйвозовське сільське поселення.

## Історія
Від 1 серпня 1927 року належить до Ленінградської області.

## Населення
| 2007 | 2010  | 2017  |
| ---- | ----- | ----- |
| 1250 | ↘1168 | ↗1170 |